# آلفرد استایر
آلفرد استایر (انگلیسی: Alfred Stair; ۱۵ مهٔ ۱۸۴۵ – ۲ مارس ۱۹۱۴) داور فوتبال، و بازیکن فوتبال اهل پادشاهی متحد بریتانیای کبیر و ایرلند بود.
از باشگاه‌هایی که در آن بازی کرده‌است می‌توان به باشگاه فوتبال واندررز اشاره کرد.